# Bohorodyczyn
Bohorodyczyn (ukr. Богородичин) – wieś na Ukrainie w rejonie kołomyjskim obwodu iwanofrankiwskiego.

## Historia
W okresie II Rzeczypospolitej wieś należała do gminy Tarnowica Polna leżącej w powiecie tłumackim województwa stanisławowskiego.
W 1939 proboszczem miejscowej parafii rzymskokatolickiej był ks. Józef Pieczonka
W 1942 Ukraińska Policja Pomocnicza wywiozła 40 Żydów do getta, gdzie ich zgładzono. W latach 1944–1945 nacjonaliści ukraińscy z OUN-UPA zamordowali tutaj 51 Polaków, większość z nich w dniu 19 marca 1944.